# فران بنتلی
فران بنتلی (انگلیسی: Fran Bentley؛ زادهٔ ۲۶ ژوئن ۲۰۰۱) بازیکن فوتبال اهل بریتانیا است.
از باشگاه‌هایی که در آن بازی کرده‌است می‌توان به باشگاه فوتبال زنان منچستر سیتی و باشگاه فوتبال زنان منچستر یونایتد اشاره کرد.
وی همچنین در تیم‌های ملی فوتبال England women's national under-17 football team, England women's national under-18 football team، و England women's national under-23 football team بازی کرده‌است.